# Mike Moore (Politiker)

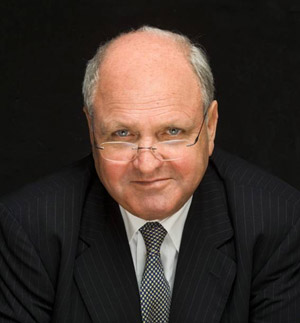
Mike Moore (2007)

Michael Kenneth Moore, in der Öffentlichkeit als Mike Moore bekannt, ONZ, AO (* 28. Januar 1949 in Whakatāne, Bay of Plenty, Neuseeland; † 2. Februar 2020 in Auckland) war ein neuseeländischer Politiker der New Zealand Labour Party. Er war unter anderem Premierminister von Neuseeland sowie Generaldirektor der Welthandelsorganisation (WTO).

## Leben
Moore wurde am 28. Januar 1949 in Whakatāne geboren und wuchs auf in den kleinen Orten Kawakawa und Moerewa, beide im Far North District der Region Northland. Seine Eltern waren Mitglied in der Labour Party und dort engagiert. Moore besuchte zunächst die Dilworth School in Auckland und verließ eine spätere Schule im Alter von 15 Jahren, um arbeiten gehen zu können. Er fand einen Job als Fleischarbeiter in einem Gefrierhaus und dann später als Drucker.

## Einstieg in die Politik
Moore wurde ein aktiver Gewerkschaftler und bereits im Alter von 17 Jahren in den Auckland Trades Council gewählt. Auch wurde er der erste Jugendvertreter im Vorstand der Labour Party, dessen Mitglied er geworden war.

### Einzug ins Parlament
Im Jahr 1972 kandidierte Moore für den Wahlkreis Mount Eden und gewann mit ihm zum ersten Mal einen Sitz im New Zealand Parliament. Drei Jahre später musste er diesen durch den Verlust des Wahlkreises wieder abgeben. Im Jahr 1978 zog er nach Christchurch auf die Südinsel des Landes und kandidierte für den Wahlkreis Papanui, der nördlich des Stadtzentrums von Christchurch liegt. Er gewann den Wahlkreis und konnte somit wieder als Abgeordneter ins Parlament einziehen.
Zur General Election des Jahres 1964 kandidierte Moore dann für den Wahlkreis Christchurch North, den er bis 1996 hielt, um dann noch einmal für drei Jahre über den Wahlkreis Waimakariri seinen Sitz im Parlament zu verteidigen.

### Ministerämter
Als Labour im Jahr 1984 die Regierung stellen konnte, wurde Moore Minister für Überseehandel, Sport und Tourismus. Während seiner Amtszeit als Minister für Überseehandel wurde er durch die erweiterten Verhandlungen zum GATT-Abkommen in Neuseeland bekannt, in denen er eine führende Rolle spielte. Er war in dieser Zeit Mitglied der International Eminent Persons Group on World Trade, die 1989 gegründet wurde, um auf einen erfolgreichen Abschluss der sogenannten Uruguay-Runde zu drängen. Diese Runde bestand seinerzeit aus 14 einflussreichen Politikern und Wirtschaftsführern aus der ganzen Welt. Moore nahm an wichtigen WTO-Tagungen teil, unter anderem in Punta Del Este (1986), Montreal (1988), Brüssel (1990) und Marrakesch (1994). Nach der Parlamentswahl des Jahres 1987 wurde er Außenminister und ein Jahr später zum stellvertretenden Finanzminister ernannt.

### Premierminister
Als der damalige Premierminister David Lange 1989 wegen innerparteilichen Konflikten zugunsten Geoffrey Palmer als Premierminister zurücktrat und dieser kurz vor der General Election des Jahres 1990 ebenfalls von all seinen Ämtern zurücktrat, übernahm Moore das Amt des Regierungschefs für sieben Wochen, denn seine Partei verlor die anstehende Parlamentswahl mit großem Abstand. Moore behielt das Amt des Parteichefs. Doch als er mit seiner Partei auch die General Election des Jahres 1993 verlor, trat er als Parteichef umgehend zurück und machte den Weg frei für Helen Clark, die später Premierministerin werden sollte. Moore wurde dann später im Jahr 1996 der Sprecher seiner Partei für den Bereich Außenpolitik und Handel.
Seine Amtszeit als Premierminister betrug lediglich 59 Tage.

### Generaldirektor der WTO
1998 beschloss Moore für den Posten des Generaldirektors der Welthandelsorganisation (WTO) zu kandidieren. Er wurde seinerzeit nicht nur von seiner eigenen Partei, sondern auch von der damaligen Regierungspartei, der New Zealand National Party in seiner Bewerbung unterstützt. Nach einem langwierigen Auswahlverfahren wurde Moore schließlich am 22. Juli 1999 gewählt und trat am 1. September 1999 das Amt an.

### Botschafter in den USA

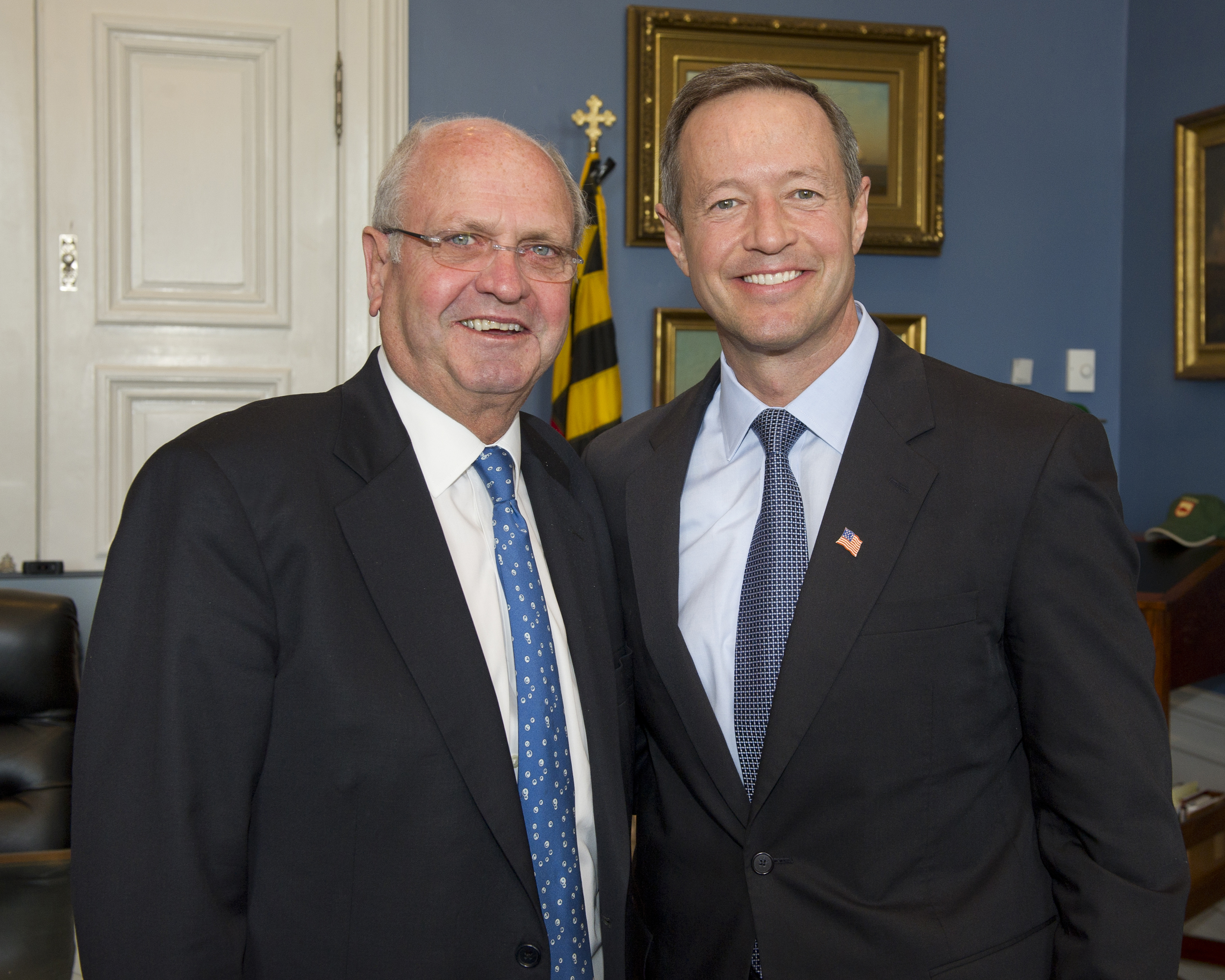
Mike Moore als Botschafter zu Besuch bei Gouverneur Martin O'Malley des US-Bundesstaats Maryland (2012)

Im Jahr 2010 nahm Moore das Angebot an, Botschafter seines Landes in den Vereinigten Staaten zu werden, eine Position, die er bis in das Jahr 2015 ausfüllte. Im Jahr 2014 musste sich Moore einer Herzklappenoperation unterziehen und im April 2015 erlitt er dann einen leichten Schlaganfall. Im November des Jahres erklärte Moore schließlich, dass er am 16. Dezember seinen Posten als Botschafter aufgeben und nach Neuseeland zurückkehren wolle.

## Zurück in Neuseeland
Moore hatte seit seinem Schlaganfall zahlreiche gesundheitliche Probleme gehabt und zog sich seitdem aus der Öffentlichkeit zurück. Er verstarb am 2. Februar 2020 im Alter von 71 Jahren in seinem Haus in Auckland.

## Familie
Moore war seit 1975 mit Yvonne Dereany verheiratet.

## Ehrungen
- 1990 – New Zealand 1990 Commemoration Medal[10][11]
- 1990 – Member of Her Majesty’s Privy Council[12]
- 1999 – Order of New Zealand[11]
- 2000 – Honorary Doctorate of Commerce, Lincoln University, New Zealand[13]
- 2001 – Adjunct Professor, University of Adelaide's School of Economics, Adelaide Australien[14]
- 2002 – Chief of the Order of the Golden Heart (C.G.H.), Kenia[15][16]
- 2004 – Honorary Doctorates in Commerce, University of Canterbury, Christchurch, Neuseeland[17]

- ???? – Honorary Doctorates in Commerce, Auckland University of Technology, Auckland, Neuseeland[12]
- ???? – Honorary Doctorate in Economics, People’s University of China, China[12]
- ???? – Honorary Doctorate in Law, La Trobe University, Melbourne, Australien[12]
- ???? – Adjunct Professor, La Trobe University, Australien[18]
- ???? – Honorary Professor, Beijing Normal University, Zhuhai, China[18]
- ???? – Honorary Professor, Chinese University for Political Science and International Law, Beijing, China[18]
- ???? – Honorary Professor, Shanghai Customs College, Shanghai, China[18]
- ???? – Chancellor’s Medal from the University of Chile, Chile[19]
- ???? – Business Week Award from Erasmus University, Rotterdam, Niederlande[19]
- ???? – The Medal of the Oriental Republic of Uruguay, Uruguay[19]

## Werke
- 1980 – On balance. a Labour look at regional, community & town development. Peter J. Harris, Auckland 1980 (englisch).
- 1981 – Beyond Today. A Look at a Sustainable Economy, Resource Management and Control and a History of Environmental Politics in New Zealand. Papanui LEC, Christchurch 1981, ISBN 978-0-908704-77-4 (englisch).
- 1982 – A Pacific Parliament. An economic and political community for the South Pacific. Asia Pacific Books, 1982, ISBN 0-908583-27-3 (englisch).
- 1984 – The Added Value Economy. Asia Pacific Economic News, 1982, ISBN 978-0-908583-44-7 (englisch).
- 1987 – Hard Labour. Penguin Books, Auckland 1987, ISBN 0-14-010235-3 (englisch).
- 1993 – Fighting for New Zealand. New Zealand in the 21st Century. MMSC, 1993, ISBN 978-0-473-01769-9 (englisch).
- 1993 – A Labour of Love. MMSC, 1993, ISBN 978-0-473-01998-3 (englisch).
- 1996 – Children of the Poor. How Poverty Could Destroy New Zealand's Future. Canterbury University Press, Christchurch 1996, ISBN 978-0-908812-67-7 (englisch).
- 1998 – A Brief History of the Future. Citizenship of the Millennium. Shoal Bay Press, 1998, ISBN 978-0-908704-77-4 (englisch).
- 2003 – A World Without Walls. Freedom, Development, Free Trade and Global Governance. Cambridge University Press, 2003, ISBN 978-0-521-82701-0 (englisch).
- 2009 – Saving globalization. why globalization and democracy offer the best hope for progress, peace and development. John Wiley & Sons, 2009, ISBN 978-0-470-82503-7 (englisch, Online [abgerufen am 24. März 2024] Limited prewiew).

## Sammelwerk
- 1993 – Lester Thurow, Helen Clark, Robert Kuttner, Robert Wade, Mike Moore, Stefan Schmidheiny, Michael Cullen, Ken Douglas, Stephen Rainbow, Susan St John: New Zealand. A Nation That Can Work Again. Hrsg.: Mike Moore. MMSC, 1993, ISBN 978-0-473-01997-6 (englisch).

## Über Mike Moore
- 2020 – Peter Parussini: Believer. Conversations with Mike Moore. Upstart Press, 2020, ISBN 978-1-990003-04-2 (englisch).